# Hoogenweg
Hoogenweg est un village dans la commune néerlandaise de Hardenberg, dans la province d'Overijssel. Le 1er janvier 2006, le village comptait 423 habitants.

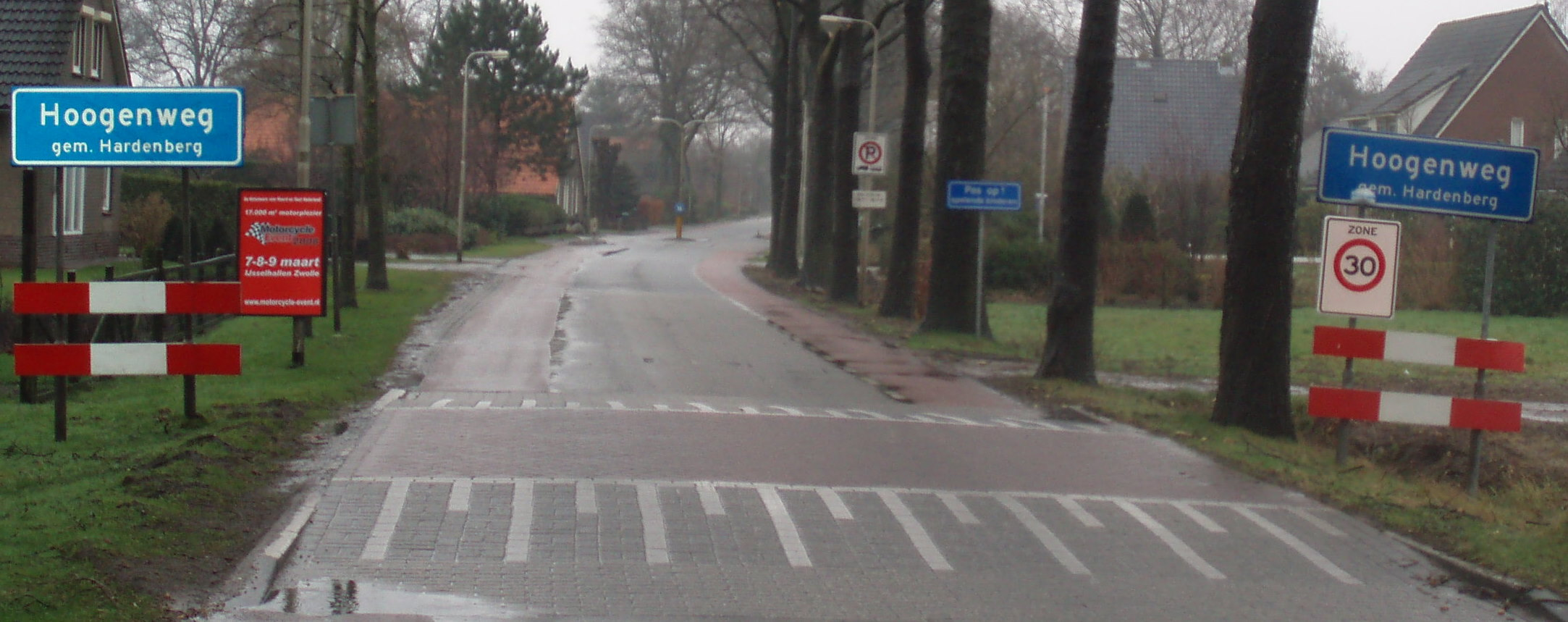
Entrée de Hoogenweg